# Dolcetto
Dolcetto é uma casta de uva tinta da família da Vitis vinifera, a partir da qual são produzidos os vinhos Dolcetto d'Alba, Dolcetto d'Ovada, Dolcetto d'Asti, Dolcetto d'Acqui, Dolcetto di Dogliani e Dolcetto della Langhe Monregalesi. É originária do Piemonte e apesar de produzir um vinho de baixa acidez, é utilizada essencialmente para produzir vinhos secos de corpo médio e nariz frutado a frutos silvestres, e não vinhos doces.
O vinho dolcetto é o mais bebido na região do Piemonte.